# Inmigración palestina en Uruguay
La inmigración palestina en Uruguay es el origen de los uruguayos palestinos (en árabe: فلسطينيو أوروغواي‎), ciudadanos uruguayos de origen palestino o personas nacidas en Palestina pero residentes en Uruguay. Hay aproximadamente 5000 uruguayos de origen palestino, la mayor parte de los cuales viven cerca de la frontera brasileña. La ciudad con más uruguayos palestinos es Chuy, donde tienen su propia mezquita y asociación, mientras que otro número significativo de ellos vive en Rivera.
La mayoría de los uruguayos de origen palestino son musulmanes, aunque también hay una pequeña minoría cristiana.
En 2020 se fundó el Club Palestino del Uruguay, institución futbolística.